# Kim Joo-hyuk
Kim Joo-hyuk (3 tháng 10 năm 1972 – 30 tháng 10 năm 2017) là một nam diễn viên người Hàn Quốc.
Anh được biết đến qua vai diễn trong các phim điện ảnh như My Wife Got Married (2008), Người hầu (2010) và Yourself and Yours (2016),Cộng sự bất đắc dĩ (2017), cũng như trong các bộ phim truyền hình như Người tình Praha (2005), Thiên mệnh hoàng đế (2012), Hur Jun The Original Story (2013) và Argon (2017). Anh cũng từng là một thành viên gốc cố định trong mùa 3 của chương trình truyền hình giải trí 2 Ngày & 1 Đêm của đài KBS2.

## Cuộc sống cá nhân

### Gia đình
Kim là con trai của cố diễn viên Kim Moo-saeng. Anh và cha anh đều đóng vai khắc họa cuộc đời của ngự y Heo Jun.

### Các mối quan hệ
Kim bắt đầu hẹn hò với nữ diễn viên Kim Ji-soo vào năm 2003, họ đóng vai một cặp vợ chồng trong phim truyền hình Like a Flowing Riwer (2002). Mối quan hệ sáu năm của họ kết thúc vào năm 2009. Kim cũng đã hẹn hò với bạn đồng diễn Kim Gyu-ri của Thiên mệnh hoàng đế từ năm 2012 đến 2013. Tháng 12/2016, Kim được xác nhận là đang trong mối quan hệ với bạn đồng diễn Lee Yoo-young của Yourself and Yours.

## Qua đời
Vào ngày 30 tháng 10 năm 2017, Kim có liên quan trong một tai nạn xe hơi nghiêm trọng, được báo cáo là đã diễn ra vào khoảng 16 giờ 30 phút (giờ Hàn Quốc) tại phường Samseong, quận Gangnam, Seoul. Xe của anh bị lật và anh đã được đưa đến Bệnh viện Đại học Konkuk. Theo như cảnh sát và Trung tâm Y tế Đại học Konkuk, "có vẻ như tai nạn xảy ra sau khi anh đã có các triệu chứng của một cơn nhồi máu cơ tim". Tuy nhiên, tuyên bố sau đó của cảnh sát cho rằng nam diễn viên không có dấu hiệu bị trụy tim. Anh được thông báo là đã qua đời hai giờ sau khi đến bệnh viện do một chấn thương chí mạng ở đầu, chỉ ba ngày sau khi nhận giải "Nam diễn viên phụ xuất sắc nhất", giải thưởng điện ảnh chính đầu tiên trong sự nghiệp của anh.

## Các phim đã tham gia

### Điện ảnh
| Năm  | Tiêu đề                      | Vai trò        | Ghi chú   |
| ---- | ---------------------------- | -------------- | --------- |
| 2001 | Say Yes                      | Jung-hyun      |           |
| 2002 | YMCA Baseball Team           | Oh Dae-hyun    |           |
| 2003 | Singles                      | Park Soo-hyun  |           |
| 2004 | Mr. Handy                    | Hong Doo-shik  |           |
| 2005 | When Romance Meets Destiny   | Yoo Gwang-shik |           |
| 2005 | Blue Swallow                 | Han Ji-hyuk    |           |
| 2006 | Love Me Not                  | Julian         |           |
| 2008 | My Wife Got Married          | Noh Deok-hoon  |           |
| 2010 | Người hầu                    | Bang-ja        |           |
| 2011 | In Love and War              | Kim Jung-woong |           |
| 2011 | Pitch High                   | Yoon Do-hoon   |           |
| 2011 | Couples                      | Yoo-seok       |           |
| 2015 | Intimate Enemies             | Chủ tịch       | Khách mời |
| 2015 | Vẻ đẹp tâm hồn               | Woo-jin        |           |
| 2016 | Mình thích nhau đi           | Sung-chan      |           |
| 2016 | The Truth Beneath            | Kim Jong-chan  |           |
| 2016 | Yourself and Yours           | Young-soo      |           |
| 2017 | Cộng sự bất đắc dĩ           | Cha Ki-sung    |           |
| 2017 | The Tooth and the Nail       | Nam Do-jin     |           |
| 2018 | Heung-boo: The Revolutionist | Jo Hyuk        |           |
| 2018 | Believer                     | Jin Ha-rim     |           |

### Truyền hình
| Năm  | Tiêu đề                         | Vai trò            | Kênh |
| ---- | ------------------------------- | ------------------ | ---- |
| 1998 | Letters Written on a Cloudy Day |                    | SBS  |
| 1999 | KAIST                           | Jung Myung-hwan    | SBS  |
| 2000 | Tango in Seoul                  |                    | SBS  |
| 2000 | Can Anyone Love?                | Young-jae          | MBC  |
| 2002 | Rival                           | Min Tae-hoon       | SBS  |
| 2002 | Like a Flowing River            |                    | SBS  |
| 2005 | Người tình Praha                | Choi Sang-hyun     | SBS  |
| 2008 | Terroir                         | Kang Tae-min       | SBS  |
| 2012 | Thiên mệnh hoàng đế             | Kim Jun            | MBC  |
| 2013 | Hur Jun, The Original Story     | Heo Jun            | MBC  |
| 2015 | Hồi đáp 1988                    | Choi Teak năm 2015 | tvN  |
| 2017 | Argon                           | Kim Baek-jin       | tvN  |

### Chuơng trình giải trí
| Năm         | Tiêu đề                        | Kênh | Ghi chú                         |
| ----------- | ------------------------------ | ---- | ------------------------------- |
| 2011        | Trực tiếp tối thứ Bảy Hàn Quốc | tvN  | Dẫn chuơng trình (mùa 1, tập 1) |
| 2013 – 2015 | 2 Ngày & 1 Đêm mùa 3           | KBS2 | Thành viên cố định              |

### Video ca nhạc
| Năm  | Bài hát        | Nghệ sĩ    |
| ---- | -------------- | ---------- |
| 2002 | "I Can't Tell" | Cha Eun-ju |
| 2003 | "Only..."      | The Jun    |

## Giải thưởng và đề cử
| Năm  | Giải thưởng                                            | Mục                                                                 | Tác phẩm đề cử              | Kết quả   |
| ---- | ------------------------------------------------------ | ------------------------------------------------------------------- | --------------------------- | --------- |
| 2002 | Lễ trao giải phim truyền hình SBS                      | Diễn viên chính xuất sắc trong một bộ phim cuối tuần/hàng ngày      | Like a Flowing River        | Đề cử     |
| 2003 | Lễ trao giải nghệ thuật Baeksang lần thứ 39            | Diễn viên mới xuất sắc nhất (truyền hình)                           | Like a Flowing River        | Đề cử     |
| 2005 | Lễ trao giải Korea Best Dresser Swan Awards lần thứ 22 | Trang phục đẹp nhất, hạng mục Diễn viên điện ảnh                    | —                           | Đoạt giải |
| 2005 | Lễ trao giải phim truyền hình SBS                      | Diễn viên chính xuất sắc nhất                                       | Người tình Praha            | Đoạt giải |
| 2005 | Lễ trao giải phim truyền hình SBS                      | Diễn viên chính xuất sắc trong một bộ phim truyền hình đặc biệt     | Người tình Praha            | Đề cử     |
| 2005 | Lễ trao giải phim truyền hình SBS                      | Top 10 Ngôi sao                                                     | Người tình Praha            | Đoạt giải |
| 2006 | Lễ trao giải nghệ thuật Baeksang lần thứ 42            | Diễn viên chính xuất sắc nhất (truyền hình)                         | Người tình Praha            | Đoạt giải |
| 2008 | Lễ trao giải điện ảnh Rồng Xanh lần thứ 29             | Diễn viên chính xuất sắc nhất                                       | My Wife Got Married         | Đề cử     |
| 2008 | Lễ trao giải điện ảnh Rồng Xanh lần thứ 29             | Cặp đôi đẹp nhất với Son Ye-jin                                     | My Wife Got Married         | Đoạt giải |
| 2008 | Lễ trao giải phim truyền hình SBS                      | Diễn viên chính xuất sắc trong một bộ phim truyền hình đặc biệt     | Terroir                     | Đề cử     |
| 2009 | Lễ trao giải nghệ thuật Baeksang lần thứ 45            | Diễn viên chính xuất sắc nhất (điện ảnh)                            | My Wife Got Married         | Đề cử     |
| 2012 | Lễ trao giải phim truyền hình MBC                      | Diễn viên chính xuất sắc nhất trong một bộ phim truyền hình dài tập | Thiên mệnh hoàng đế         | Đề cử     |
| 2013 | Lễ trao giải phim truyền hình MBC                      | Diễn viên chính xuất sắc nhất trong một bộ phim truyền hình dài tập | Hur Jun, The Original Story | Đề cử     |
| 2014 | Lễ trao giải KBS Entertainment Awards                  | Tân binh xuất sắc nhất trong chương trình giải trí                  | 2 Ngày & 1 Đêm              | Đoạt giải |
| 2015 | Lễ trao giải KBS Entertainment Awards                  | Nghệ sĩ xuất sắc nhất ở hạng mục giải trí                           | 2 Ngày & 1 Đêm              | Đoạt giải |
| 2017 | Lễ trao giải điện ảnh Wildflower lần thứ 4             | Diễn viên chính xuất sắc nhất                                       | Yourself and Yours          | Đề cử     |
| 2017 | Lễ trao giải The Seoul lần thứ 1                       | Diễn viên phụ xuất sắc nhất (điện ảnh)                              | Cộng sự bất đắc dĩ          | Đoạt giải |
| 2018 | Lễ trao giải điện ảnh Buil lần thứ 27                  | Diễn viên phụ xuất sắc nhất                                         | Believer                    | Đề cử     |
| 2018 | Lễ trao giải điện ảnh Rồng Xanh lần thứ 39             | Diễn viên phụ xuất sắc nhất                                         | Believer                    | Đoạt giải |
| 2018 | Lễ trao giải điện ảnh Daejong lần thứ 55               | Diễn viên phụ xuất sắc nhất                                         | Believer                    | Đoạt giải |
| 2018 | Lễ trao giải điện ảnh Daejong lần thứ 55               | Giải thưởng đặc biệt                                                | —                           | Đoạt giải |
| 2018 | Lễ trao giải nghệ thuật và văn hóa đại chúng Hàn Quốc  | Giải thưởng của Thủ tướng                                           | —                           | Đoạt giải |
| 2019 | Lễ trao giải nghệ thuật Baeksang lần thứ 55            | Diễn viên phụ xuất sắc nhất                                         | Believer                    | Đoạt giải |